# Фарин, Пётр Афанасьевич
Пётр Афанасьевич Фарин (20 ноября 1923, Хмельницкая область — 19 ноября 2001) — советский военнослужащий, участник Великой Отечественной войны, полный кавалер ордена Славы, заместитель командира разведывательного отделения 823-го стрелкового полка, младший сержант — на момент представления к награждению орденом Славы 1-й степени.

## Биография
Родился 20 ноября 1923 года в селе Яхновцы Волочисского района Хмельницкой области. Украинец. Член ВКП(б)/КПСС с 1953 года. Окончил среднюю школу после чего работал в колхозе. С июля 1941 года по март 1944 года находился на временно оккупированной территории.
В Красной Армии с апреля 1944 года. На фронте в Великую Отечественную войну с августа 1944 года. Будучи разведчиком 823-го стрелкового полка 302-й стрелковой дивизии 60-й армии 1-го Украинского фронта участвовал в освобождении Львова, боях в районе города Дембица.
В январе 1945 года во время Сандомирско-Силезской операции 302-я стрелковая дивизия вела наступление с Сандомирского плацдарма на краковском направлении.14 января к командному пункту полка у населённого пункта Вислица вышла диверсионная группа врага. Младший сержант Фарин вместе с другими бойцами успешно её ликвидировал, уничтожив при этом из автомата 10 солдат и одного офицера противника.
Приказом командира 302-й стрелковой дивизии от 1 февраля 1945 года за мужество, проявленное в боях с врагом, младший сержант Фарин награждён орденом Славы 3-й степени.
В дальнейшем дивизия освобождала Краков с последующим продвижением к чехословацкой границе. К этому времени младший сержант Фарин освоил специальность снайпера и имел на своём счету 10 уничтоженных противников.
12 февраля 1945 года он в составе своего разведывательного взвода участвовал в захвате «языка» близ города Ратибор, возглавляя группу обеспечения. Одним выстрелом из карабина убил часового и гранатами забросал противников в доме, соседнем с объектом действия, чем способствовал захвату двух пленных. Всего в схватке истребил около 10 противников.
Приказом по 60-й армии от 21 марта 1945 года младший сержант Фарин награждён орденом Славы 2-й степени.
В ходе дальнейших боёв он участвовал в захвате одерского плацдарма севернее города Ратибор и окружении оппельнской группировки противника. В апреле 1945 года 60-я армия вошла в состав 4-го Украинского фронта и участвовала в Моравско-Остравской и Пражской операциях.
Заместитель командира разведывательного отделения младший сержант Фарин 8 мая 1945 года при отражении контратак противника возле населённого пункта Яблунов огнём из пулемёта сразил более 10 вражеских пехотинцев.
Указом Президиума Верховного Совета СССР от 15 мая 1946 года за мужество, отвагу и героизм, проявленные в борьбе с захватчиками, младший сержант Фарин Пётр Афанасьевич награждён орденом Славы 1-й степени.
К концу войны общий счёт взятых в плен «языков» достиг отметки 15 человек. В 1947 году сержант Фарин демобилизован и вернулся на родину. В 1954 году окончил сельскохозяйственную школу руководящих колхозных кадров. Работал агрономом в родном селе. Позже переселился в Херсонскую область. Работал председателем профсоюзного комитета колхоза имени Блюхера Каховского района. Затем переехал в город Каменец-Подольский, где трудился на приборостроительном заводе.
Награждён орденами Отечественной войны 1-й степени, Славы 1-й, 2-й и 3-й степени, медалями.
Умер 19 ноября 2001 года.